# 茲山魚譜
『茲山魚譜』（チャサンオボ; 朝鮮語: 자산어보(玆山魚譜)、しざんぎょふ）は、朝鮮王朝時代後期・英祖–純祖当時の学者である丁若銓（チョン・ヤクチョン、丁若鏞の兄）が、1801年（純祖元年）の天主教迫害事件である辛酉迫害の際、全羅道黒山島に流配され、1814年（純祖14年）までの流謫生活中に、この地域の海上生物について分析し、編纂した海洋生物学書籍である。

## 内容
総3巻で構成されており、元本は無く、筆写本だけが残っている。黒山島近海の各種魚類と水中植物を鱗類（鱗がある）と無鱗類（鱗がない）、介類（硬い殻を持つ）、雑類（魚でないが水に棲む生物）に分類し、総155種の生物を説明した。その中の雑類は、海虫、海禽（海鳥）、海獣（海の獣）、海草にまた分けられる。
鱗・無鱗・介の3類には、より下位の「類」が設けられており、鱗類20項目、無鱗類19項目、介類12項目、雑類4項目、都合55項目があるが、これらにはまだ下位の区分として近縁種を「種」として分類している。例えば、「鯊魚」という項目では20種を扱っている。
茲山魚譜には、様々な海洋動植物たちの名前、形態、大きさ、習性、味、利用、分布等を仔細に記録した。収録された生物の中では、何をいうのであるのか確実でないものもあり、無鱗類の中では人魚が出て来さえする。
| 巻 | 区別   | 区別   | 類 | 種  |
| -- | ------ | ------ | -- | --- |
| 1  | 鱗類   | 鱗類   | 20 | 72  |
| 2  | 無鱗類 | 無鱗類 | 19 | 43  |
| 2  | 介類   | 介類   | 12 | 66  |
| 3  | 雑類   | 海虫   | 1  | 4   |
| 3  | 雑類   | 海禽   | 1  | 5   |
| 3  | 雑類   | 海獣   | 1  | 1   |
| 3  | 雑類   | 海草   | 1  | 35  |
| 計 | 計     | 計     | 55 | 226 |

上述の分類方式は、当時まで東洋最高の博物誌である李時珍の『本草綱目』と比較したとき、新たな生物群を見出してもう少し具体的に分けたという点で優秀だった。
このように、大きく類目に区分してから近縁種と思しき種を細目としてそこにまとめるという階層構造を持つ編集方針には、分類学的な認識の萌芽が認められ、元来、生物学者でなかった丁若銓がこのような学問的態度にたどり着いたことは高く評価されなばならないと考えられる。もちろん、彼の分類法は、今日の科学的分類法の観点から見れば、幼稚で非科学的であるのであるが、当時は欧米先進国にあっても、近代科学的動植物分類法が確立されていなかったことを忘れてはならない。従来の朝鮮の文献や中国の文献を多く参考し、これを引用しているが、決して、文献にのみ依存したものではなく、実際に見聞したことを土台にして内容の充実を期そうと努力したことが歴然と現れている。
実見による観察の重要さで現代との関係において価値を持つ点として、ニシンとサバの回遊と分布に関する記録がある。この調査記録は、現在の東海・黄海に回遊して出入りするニシン・サバの実態と比較することのできる唯一の資料だからである。

## 編纂にまつわるエピソード
本書の編纂に際して丁若銓は、広く地元住民の元を尋ねたものの、方言が激しくて意思疎通にも困難を感じた。しかし、住民の中で書物に親しんでいた昌大(창대)（チャンデ、本名：張德順(장덕순); チャン・トクスン）が丁若銓と言葉が通じるだけでなく、その観察眼が沈着精密で、普段から草木鳥魚の性質や特徴を細かく観察し、深く思索して会得していることに驚き、協力を仰いだことが本書の自序に見え、広く知られている。
このエピソードに基づいて映画『茲山魚譜 チャサンオボ』（2021年公開）が製作された（丁若銓：ソル・ギョング、昌大：ピョン・ヨハン）。

## 𤲟案
茲山魚譜には「𤲟案（𤲟案ずるに…）」という言葉がよく出て来るが、これは「𤲟案という単語の後の部分に出て来る内容は、丁若鏞の弟子である李𤲟が内容を補足した」との意味である。ところが、これが李𤲟が自ら後代に補足して書いたものなのか、さもなければ、丁若銓が丁若鏞の弟子である李𤲟から内容を伝えられた後で書いたものなのかは判然としない。

## 読音論争
一部では「チャサンオボ（しざんぎょふ）」でなく、「ヒョンサンオボ（げんさんぎょふ）」と呼ばれるべきとする主張がある。その根拠は、「茲山」というのは弟の丁若鏞がまず初めに黒山島に代えて呼称した名であるが、「茲」が「これ」という意味の時は、音が「チャ（し）」で、「茲」が「黒い」という意味の時は、音が「ヒョン（げん）」であり、黒山島を茲山と称したのだから、「ヒョンサン（げんさん）」と読むべきだというわけである。著者の丁若銓自身も本書の序文で次のように明記している。「『茲山』は『黒山』である。私は黒山島で流謫生活をしているが、黒山という名が暗くて恐ろしかった。家族の手紙で毎度『茲（こ）の山』と称したが、『茲』も『黒』の意味である。（玆山者, 黑山也. 余謫黑山, 黑山之名, 幽晦可怖. 家人書牘, 輒稱玆山, 玆亦黑也.）」。しかし、これについての反駁もある。
科学史学者シン・ドンウォンは、朝鮮後期の代表的に使われた漢字字典である『康熙字典』と『奎章全韻』では、「茲（玆）」が「ヒョン（げん）」と読まれる場合の用例が示されておらず、「ヒョンサンオボ」と読むべきだという主張の主たる根拠となる丁若銓と弟の丁若鏞の「茲山」についての言及は、単に「茲」が「黒い」という意味を持つと指摘しているに過ぎず、「ヒョン」と読むと指定しているわけではない、と説明する。万一、本来の音と異なる音で使われたならば、別途の釈義をしなければならないが、丁若鏞と丁若銓の文からはそのような言及が全く現れていない。
なおかつ、茲山魚譜の「茲山」が黒山島という主張について、黒山島の意味も持つが、実は丁若銓の号である茲山から採ったものだと主張する。万一、黒山島だけを意味したなら、彼のまた別の著書である『茲山易諫』は「黒山島の易諫」という意味になるから正しくないのである。
高麗大学校図書館の「茲山魚譜解題」(2021)は、上述の論点を更に詳説し、以下のように述べる（適宜要約）。
この当時、丁若銓は黒山島、丁若鏞は康津に、海を挟んで流配されていた。丁若鏞は海を渡って兄がいる黒山島を、索漠とし暗い感じを与える「黒山」をはばかった。丁若鏞は『茲山易諫』の序文で、「辛酉年（1801年）の冬に私は康津に流謫され、次兄は黒山島に流謫された。「黒山」という名前が不気味で恐ろしく、そのまま呼ぶことはできなかった。そのため、手紙のやり取りをするときに｢茲（こ）の山｣と呼び換えたのだが、｢茲｣もまた、｢黒｣の意味である。（辛酉冬, 余謫康津, 仲氏謫黑山島. 黑山之名, 幽黑可怖, 不忍斥言. 故書牘之間, 改之為玆山, 亦黑也.）」と記しており、丁若銓も『茲山魚譜』の序文で次のように明記している。「『茲山』は『黒山』である。私は黒山島で流謫生活をしているが、黒山という名が暗くて恐ろしかった。家族の手紙で毎回『茲（こ）の山』と称したが、『茲』も『黒』の意味である。（玆山者, 黑山也. 余謫黑山, 黑山之名, 幽晦可怖。家人書牘, 輒稱玆山, 玆亦黑也.）」
丁若鏞が35歳だった正祖20年に編纂された『奎章全韻』では、「茲」を「チャ（し）」で読む平声・支韻では「『黒い』という意味である。『これ』という意味である。（黑也, 此也.）」と言い、「ヒョン（げん）」と読んだ平声・先韻では「奥深く、深遠だという意味である。赤黒色である。（幽遠, 赤黑.）」と解した。『奎章全韻』の解釈に従えば、「チャ」と読むと黒、「ヒョン」と読むと赤黒になる。そして丁若鏞当時の代表的かつ最大の字典である『康熙字典』では、「茲」について、音を「チャ」と解した後で、別説で音が「ヒョン」とし、代表音でかつ最初の音が「チャ」であることが明示されている。
丁若鏞は、黒山島の別名を称しているのだから、赤黒色の「ヒョン」ではなく黒色の「チャ」と読み取った可能性が高い。また、代表音の「チャ」ではなく、別説である「ヒョン」と読んだならば、別途、注釈で説明を付けなければならなかったはずである。さらに、丁若鏞が、兄のいる黒山島を眺めながら詠んだ「九日登寶恩山絶頂, 望牛耳島（九日にて宝恩山の絶頂に登り、牛耳島を望む）」の前の部分を見ると、「チャ」の音は明確になる。
| 羅海（ナへ）と耽津（タムジン）が200里の距離にあり、 | 羅海耽津二百里、 | 羅海・耽津 二百里、                                             |
| 険しい牛耳山を天が作ったのか。                      | 天設巃嵷兩牛耳。 | 天は設（もう）く 巃嵷（ろうしょう）として両牛耳。               |
| 三年寄留して風土を習熟しても、                      | 三年滯跡習風土、 | 三年 跡を滞（とど）めて風土を習い、                             |
| 「茲山」がここにまたあるのを私は知りもしなかった。  | 不省玆山又在此。 | 省（せい）せず 茲（こ）の山の 又（また） 此（ここ）に在ることを |

丁若鏞は、本人が住んでいる所（耽津≦康津）と兄が住んでいる所の山の名前が牛耳山（黒山島）であることを明示し、「茲山がここにまたあるのを私は知りもしなかった」というのは、「この山がまたここにあるのを私は知りもしなかった」という意味にもなる。丁若鏞はこの詩で茲山を「黒山島」を指すと同時に、「この山」という意味を込めた表現を使ったのである。
また、徐有榘は『林園経済志』で「茲山魚譜」を引用し、「慈山魚譜」と「茲山魚譜」を混用して表記している。これも当時「チャサンオボ」と読んだことを示す証拠である。